# Выборы в Законодательное собрание Пермского края (2006)
Выборы в Законодательное собрание Пермского края первого созыва прошли 3 декабря 2006 года по смешанной избирательной системе: из 60 депутатов 30 депутатов были избраны по партийным спискам (пропорциональная система) и 30 депутатов по одномандатным округам (мажоритарная система), из них 2 кандидата были избраны по одномандатным избирательным округам, образованным на территории Коми-Пермяцкого округа.

## Подготовка
7 декабря 2003 года состоялся референдум по вопросу объединения Пермской области и Коми-Пермяцкого автономного округа в Пермский край, на котором было принято решение об объединении. 26 марта 2004 года вступил в силу Федеральный конституционный закон «Об образовании в составе Российской Федерации нового субъекта Российской Федерации в результате объединения Пермской области и Коми-Пермяцкого автономного округа», согласно которому новый субъект федерации — Пермский край образуется 1 декабря 2005 года, а Пермская область и Коми-Пермяцкий автономный округ прекращают своё существование. Срок полномочий Законодательных Собраний Пермской области и Коми-Пермяцкого автономного округа истекал в декабре 2006 года.
14 апреля 2006 года вступил в силу Федеральный конституционный закон «О внесении изменений в статью 6 Федерального конституционного закона „Об образовании в составе Российской Федерации нового субъекта Российской Федерации в результате объединения Пермской области и Коми-Пермяцкого автономного округа“» которым выборы депутатов Законодательного Собрания Пермского края первого созыва были назначены на 3 декабря 2006 года.
19 апреля 2006 года был принят Указ Президента РФ № 402 «Об утверждении Положения о выборах депутатов Законодательного Собрания Пермского края первого созыва», в котором подробно регламентировался порядок проведения выборов: образование избирательных участков, деятельность избирательных комиссий, порядок регистрации кандидатов и порядок подведения итогов выборов.
3 сентября 2006 года Временная избирательная комиссия по выборам депутатов Законодательного собрания Пермского края первого созыва приняла Постановление «О назначении выборов депутатов Законодательного Собрания Пермского края первого созыва», которым выборы были назначены на 3 декабря 2006 года.

## Участники выборов
| Партия                                                        | Партия                        | Общекраевая часть списка | Кандидатов в списке | Дата регистрации | Голоса  | % голосов | Мест в Законодательном собрании по списку |
| ------------------------------------------------------------- | ----------------------------- | ------------------------ | ------------------- | ---------------- | ------- | --------- | ----------------------------------------- |
|                                                               | Единая Россия                 |                          |                     |                  | 264 234 | 34,56 %   | 12                                        |
|                                                               | Союз правых сил               |                          |                     |                  | 124 971 | 16,35 %   | 6                                         |
|                                                               | ЛДПР                          |                          |                     |                  | 105 547 | 13,81 %   | 5                                         |
|                                                               | Российская партия пенсионеров |                          |                     |                  | 89 068  | 11,65 %   | 4                                         |
|                                                               | КПРФ                          |                          |                     |                  | 65 676  | 8,59 %    | 3                                         |
| Партии, не вошедшие в Законодательное Собрание Пермского края |                               |                          |                     |                  |         |           |                                           |
|                                                               | Аграрная партия России        |                          |                     |                  | 48 448  | 6,34 %    | 0                                         |
|                                                               | Родина                        |                          |                     |                  | 24 350  | 3,19 %    | 0                                         |
|                                                               | Патриоты России               |                          |                     |                  | 18 650  | 2,44 %    | 0                                         |
| Недействительные бюллетени                                    |                               |                          |                     |                  |         |           |                                           |
| Всего голосов:                                                | Всего голосов:                | Всего голосов:           | Всего голосов:      | Всего голосов:   |         | 100,00    | 30                                        |
|                                                               |                               |                          |                     |                  |         |           |                                           |

## Итоги
По единому краевому округу семипроцентный барьер прохождения в Законодательное собрание Пермского края преодолели 5 партий из 8 принимавших участие в выборах и получили места в Законодательном собрании Пермского края первого созыва: Единая Россия — 12, Союз правых сил — 6, ЛДПР — 5, Российская партия пенсионеров — 4, КПРФ — 3. По одномандатным округам победили 20 кандидатов от партии Единая Россия, на остальных 10 округах победили независимые кандидаты, от других партий победителей по одномандатным округам не было.